# Conseil pontifical pour la famille
Le Conseil pontifical pour la famille est un organisme de la curie romaine créé par le pape Jean-Paul II par le motu proprio « Familia a Deo  Instituta » en 1981. Il a remplacé le « comité pour la famille » créé par Paul VI en 1973. Il est lui-même supprimé le 1er septembre 2016 lors de la création du dicastère pour les laïcs, la famille et la vie.

## Histoire et missions
Sa mission a été définie par la constitution apostolique Pastor Bonus, publiée en 1988. La commission est chargée de stimuler, promouvoir et coordonner les actions et études des différentes œuvres catholiques portant sur les domaines de la famille.
Le Conseil publie régulièrement des documents disponibles sur le site du Vatican (voir par exemple le vade-mecum pour les confesseurs sur certains sujets de morale liés à la vie conjugale publié en 1997).
Il a notamment publié un très important Lexique des termes ambigus et controversés sur la Famille, la Vie et les Questions éthiques, dont une traduction a été publiée en français.
Le 22 octobre 2015, le pape François annonce au cours d'une congrégation générale du Synode des évêques sur la mission de la famille dans l'Église et dans le monde, la prochaine fusion du conseil avec le Conseil pontifical pour les laïcs, pour former une seule et unique congrégation, ainsi que la formation d'une commission pour réfléchir sur les compétences du nouveau dicastère avec pour but d'en discuter lors du prochain Conseil des cardinaux de décembre.
Samedi 4 juin 2016, la salle de presse du Saint-Siège publié les statuts provisoires ad experimentum donnés par le pape François sous forme d'un motu proprio, pour la création d'un nouveau dicastère : « Dicastère pour les laïcs, la famille et la vie », qui verra à partir du 1er septembre, la fusion des conseils pontificaux pour les laïcs et pour la famille. La constitution Pastor Bonus est également modifiée afin de permettre ce changement, le conseil pontifical pour les laïcs étant supprimé à partir du 1er septembre. C'est le motu proprio Sedula Mater en date du 15 août suivant, officialise la création du nouveau dicastère et la suppression des deux conseils pontificaux.

## Composition
Le conseil est dirigé par un président assisté d'un secrétaire. Le président est un cardinal (ou a vocation à le devenir), le secrétaire est un évêque.
À la suppression du conseil, il était composé d'un « Comité de présidence » constitué de 18 cardinaux et de 7 archevêques et évêques, 20 couples mariés de toutes les parties du monde étant également membres du conseil. Ils sont assistés dans leur tâche par 40 « consulteurs » et un  personnel de 15 « officiels ».

## Présidents
- Maurice Roy (1973 - 1976)
- Opilio Rossi (1976 - 1981)
- James Robert Knox (1981 - 1983)
- Édouard Gagnon (1983 - 1990)
- Alfonso López Trujillo (1990 - 2008)
- Ennio Antonelli (2008 - 2012)
- Vincenzo Paglia (2012 - 2016)

## Annexe